# Nati il 14 aprile
| Questa pagina contiene informazioni ricavate automaticamente dalle voci biografiche con l'ausilio del template Bio e di un bot. L'aggiornamento è periodico e automatico e ricostruisce completamente la pagina. Se manca una persona in questa lista, sei pregato di non aggiungerla, ma accertati piuttosto che la sua voce biografica contenga il template Bio e che i dati anagrafici siano correttamente compilati. Se il template Bio manca, inseriscilo tu stesso o, in alternativa, metti l'avviso {{tmp\|Bio}} che ne segnala la mancanza. Se i dati riportati sono sbagliati, correggi direttamente la voce biografica; le modifiche saranno visibili in questa lista entro pochi giorni. Per chiarimenti vedi il progetto biografie. La lista contiene solo le 1.151 persone che sono citate nell'enciclopedia e per le quali è stato implementato correttamente il template Bio. Pagina aggiornata al 17 ago 2025. |

## XII secolo(1)
- 1126 - Averroè, filosofo, medico e matematico arabo († 1198)

## XIII secolo(1)
- 1204 - Enrico I di Castiglia, re († 1217)

## XIV secolo(3)
- 1315 - Muhammad IV di Granada, sultano († 1333)
- 1331 - Giovanna Maria de Maillé, mistica francese († 1414)
- 1371 - Maria d'Ungheria, regina († 1395)

## XV secolo(2)
- 1424 - Al-ʿAzīz Jamāl al-Dīn Yūsuf, sultano egiziano
- 1500 - Francesco Franchini, umanista, poeta e vescovo cattolico italiano († 1559)

## XVI secolo(4)
- 1527 - Abramo Ortelio, cartografo e geografo fiammingo († 1598)
- 1547 - Joannes Busaeus, teologo olandese († 1611)
- 1572 - Adam Tanner, gesuita austriaco († 1632)
- 1578 - Filippo III di Spagna, re († 1621)

## XVII secolo(16)
- 1606 - Giuliana d'Assia-Darmstadt, nobile († 1659)
- 1611 - Ferdinando Tiburzio Gonzaga, vescovo cattolico italiano († 1672)
- 1629 - Bartolomeo Biscaino, pittore italiano († 1657)
- 1629 - Christiaan Huygens, matematico, astronomo e fisico olandese († 1695)
- 1643 - Filippo Notarbartolo Cipolla, principe († 1708)
- 1647 - Gregorio De Ferrari, pittore italiano († 1726)
- 1661 - Domenico Maria Muratori, pittore italiano († 1742)
- 1672 - Louis Phélypeaux de La Vrillière, politico e nobile francese († 1725)
- 1674 - Niccolò Nannetti, pittore italiano († 1749)
- 1676 - Ernst Christian Hesse, violista e compositore tedesco († 1762)
- 1678 - Abraham Darby I, imprenditore inglese († 1717)
- 1681 - Christian Friedrich Rolle, organista e compositore tedesco († 1751)
- 1695 - Pietro II Guarneri, liutaio italiano († 1762)
- 1696 - Antonietta Amalia di Brunswick-Wolfenbüttel, principessa tedesca († 1762)
- 1699 - Marija Andreevna Matveeva, nobildonna russa († 1788)
- 1699 - Federico III di Sassonia-Gotha-Altenburg, duca († 1772)

## XVIII secolo(41)
- 1709 - Charles Collé, commediografo francese († 1783)
- 1715 - Paolo Francesco Giustinian, arcivescovo cattolico italiano († 1789)
- 1718 - Emanuele Barbella, compositore e violinista italiano († 1777)
- 1719 - Giuseppe Valeriano Vannetti, scrittore e letterato italiano († 1764)
- 1723 - Heinrich Wilhelm Muzell, ufficiale e diplomatico prussiano († 1782)
- 1724 - Gabriel de Saint-Aubin, disegnatore, incisore e pittore francese († 1780)
- 1732 - Ferrante de Gemmis, filosofo e letterato italiano († 1803)
- 1733 - Louis Compain, cantante e attore francese
- 1738 - William Henry Cavendish-Bentinck, III duca di Portland, nobile e politico britannico († 1809)
- 1741 - Momozono, imperatore giapponese († 1762)
- 1742 - Antonio Longo, pittore austriaco († 1820)
- 1745 - Pierre Lacour, pittore francese († 1814)
- 1746 - Franjo Jelačić, generale austriaco († 1810)
- 1752 - Henri Agasse, editore francese († 1813)
- 1754 - Samuel Smith, politico e banchiere inglese († 1834)
- 1755 - Simon Denis, pittore fiammingo († 1794)
- 1757 - Giovanni Bausan, militare e nobile italiano († 1825)
- 1757 - Prosdocimo Rotondo, avvocato e patriota italiano († 1799)
- 1759 - Carlo Balabio, generale italiano († 1838)
- 1760 - Aleksandr L'vovič Naryškin, nobile russo († 1826)
- 1760 - Sigismund Friedrich Hermbstädt, chimico tedesco († 1833)
- 1762 - Giuseppe Valadier, architetto e orafo italiano († 1839)
- 1764 - Giuseppe Pietro Bagetti, pittore e architetto italiano († 1831)
- 1764 - Firmin Didot, incisore francese († 1836)
- 1765 - Augusta Guglielmina d'Assia-Darmstadt, nobildonna († 1796)
- 1765 - Louis Gabriel Deniéport, militare francese († 1805)
- 1766 - Pietro Amoretti, incisore italiano († 1840)
- 1767 - Pierre Bernand Barrau, economista francese († 1843)
- 1768 - Wilhelm von Dörnberg, generale, rivoluzionario e diplomatico tedesco († 1850)
- 1769 - Barthélemy Catherine Joubert, generale francese († 1799)
- 1769 - John Lyon-Bowes, X conte di Strathmore e Kinghorne, nobile britannico († 1820)
- 1782 - Carlo Coccia, compositore italiano († 1873)
- 1787 - Pierre-Charles Alexandre Louis, medico, patologo e statistico francese († 1872)
- 1787 - Jean-Victor Schnetz, pittore francese († 1870)
- 1792 - Antonio Nibby, storico, archeologo e topografo italiano († 1839)
- 1795 - Pedro Albéniz, pianista, organista e compositore spagnolo († 1855)
- 1796 - Benjamin Bonneville, generale statunitense († 1878)
- 1796 - Ramond de la Croisette, drammaturgo francese († 1849)
- 1797 - Giovanni Corti, vescovo cattolico italiano († 1868)
- 1798 - Frederick Spencer, IV conte Spencer, nobile e politico inglese († 1857)
- 1800 - Anton Baumstark, filologo classico tedesco († 1876)

## XIX secolo(169)
- 1801 - Henry Dilworth Gilpin, politico statunitense († 1860)
- 1801 - Franz Tomaselli, cantante e attore teatrale austriaco († 1846)
- 1802 - George Baillie-Hamilton, X conte di Haddington, politico scozzese († 1870)
- 1802 - Giuseppe Onorio Marzuttini, teologo italiano († 1849)
- 1803 - Friedrich von Amerling, pittore austriaco († 1887)
- 1805 - William H. Willson, esploratore e missionario statunitense († 1856)
- 1807 - Massimo Cordero di Montezemolo, politico e prefetto italiano († 1879)
- 1807 - Florian-Jules-Félix Desprez, cardinale e arcivescovo cattolico francese († 1895)
- 1807 - George Kinnaird, IX Lord Kinnaird, politico scozzese († 1878)
- 1808 - Manuel Isidoro Belzu, politico boliviano († 1865)
- 1808 - William Marvin, politico e giudice statunitense († 1902)
- 1810 - Justin Smith Morrill, politico statunitense († 1898)
- 1811 - Félix Le Couppey, pianista e compositore francese († 1887)
- 1812 - George Grey, politico e esploratore britannico († 1898)
- 1813 - Junius Spencer Morgan, banchiere statunitense († 1890)
- 1814 - Henri Lehmann, pittore tedesco († 1882)
- 1814 - Antonio Spezia, ingegnere e architetto italiano († 1892)
- 1815 - Rudolf von Raumer, filologo e linguista tedesco († 1876)
- 1816 - Eugenio Emanuele di Savoia-Villafranca, principe e ammiraglio italiano († 1888)
- 1817 - Carlo Felice Colonna Barberini, duca di Castelvecchio, nobile e militare italiano († 1880)
- 1817 - Henri t'Kint de Roodenbeke, nobile, politico e diplomatico belga († 1900)
- 1818 - Louisa Anne Stuart, pittrice inglese († 1891)
- 1818 - Maria di Sassonia-Altenburg, principessa tedesca († 1907)
- 1822 - Achille Sannia, matematico e politico italiano († 1892)
- 1823 - Sigismondo Brandolini Rota, vescovo cattolico italiano († 1908)
- 1827 - John Cameron, vescovo cattolico canadese († 1910)
- 1828 - Adalbert J. Volck, odontoiatra e fumettista tedesco († 1912)
- 1829 - Grigorij Petrovič Danilevskij, scrittore russo († 1890)
- 1830 - Annunziato Vitrioli, pittore italiano († 1900)
- 1831 - Gerhard Rohlfs, esploratore tedesco († 1896)
- 1832 - Theodorus Marinus Roest, numismatico olandese († 1898)
- 1834 - Guglielmo Sanfelice d'Acquavella, cardinale e arcivescovo cattolico italiano († 1897)
- 1835 - Carlo Francesco Gabba, giurista italiano († 1920)
- 1838 - Pasquale Placido, avvocato e politico italiano († 1927)
- 1838 - John Thomas, fotografo gallese († 1905)
- 1839 - Wilhelm Wimpff, imprenditore tedesco († 1903)
- 1840 - Briton Rivière, pittore britannico († 1920)
- 1840 - Isabella Stewart Gardner, collezionista d'arte e mecenate statunitense († 1924)
- 1842 - Adna Chaffee, generale statunitense († 1914)
- 1842 - Catherine Eddowes, inglese († 1888)
- 1842 - Alberto Errera, patriota e storico italiano († 1894)
- 1843 - Alberto di Sassonia-Altenburg, principe tedesco († 1902)
- 1844 - Edoardo Bassini, chirurgo italiano († 1924)
- 1844 - Maria Immacolata di Borbone-Due Sicilie, principessa italiana († 1899)
- 1848 - Enrico Tarenghi, pittore italiano († 1938)
- 1849 - Jean-Antoine-Marie Idrac, scultore francese († 1884)
- 1850 - Raniero Gigliarelli, medico italiano († 1918)
- 1850 - Conrad Warner, dirigente sportivo e calciatore inglese († 1890)
- 1851 - Adalbert Bezzenberger, filologo tedesco († 1922)
- 1852 - Maximilian Berlitz, linguista tedesco († 1921)
- 1852 - Meijer de Haan, pittore olandese († 1895)
- 1852 - Ghino Valenti, economista italiano († 1921)
- 1853 - Francesco Spinelli, presbitero italiano († 1913)
- 1856 - Giuseppe Girardini, politico e avvocato italiano († 1923)
- 1856 - Lamartine G. Hardman, politico statunitense († 1937)
- 1857 - Beatrice di Sassonia-Coburgo-Gotha, principessa britannica († 1944)
- 1857 - Ferdinando Fiandaca, arcivescovo cattolico italiano († 1941)
- 1857 - Luigi Natoli, scrittore e storiografo italiano († 1941)
- 1858 - Carlo Lorenzetti, scultore italiano († 1945)
- 1859 - Luigi Capello, generale italiano († 1941)
- 1862 - Giuseppe Brentano, architetto italiano († 1889)
- 1862 - Vittorio Cordero di Montezemolo, generale e aviatore italiano († 1950)
- 1862 - Vojislav Ilić, poeta serbo († 1894)
- 1862 - Arthur von Rosthorn, diplomatico, sinologo e nobile austriaco († 1945)
- 1862 - Pëtr Arkad'evič Stolypin, politico russo († 1911)
- 1863 - Robert Anning Bell, pittore e illustratore britannico († 1933)
- 1863 - Georg Buschan, etnologo tedesco († 1942)
- 1863 - Hal Reid, sceneggiatore, commediografo e regista statunitense († 1920)
- 1864 - Guglielmo Duranti, politico e avvocato italiano († 1931)
- 1864 - Artur Văitoianu, generale e politico rumeno († 1956)
- 1866 - Anne Sullivan, insegnante statunitense († 1936)
- 1867 - René Boylesve, scrittore francese († 1926)
- 1867 - Cristiano Vittorio di Schleswig-Holstein, principe inglese († 1900)
- 1867 - Edgar Seligman, schermidore britannico († 1958)
- 1868 - Peter Behrens, architetto e designer tedesco († 1940)
- 1868 - Ernesto Cianciolo, funzionario e prefetto italiano († 1946)
- 1868 - Annie Scott Dill Maunder, astronoma e matematica britannica († 1947)
- 1870 - Viktor Ėl'pidiforovič Borisov-Musatov, pittore russo († 1905)
- 1870 - Giuseppe Gatti Casazza, ingegnere e architetto italiano († 1947)
- 1870 - Nariman Narimanov, politico, scrittore e giornalista azero († 1925)
- 1871 - Antonio Paoli, tenore portoricano († 1946)
- 1873 - Francesco Orestano, filosofo italiano († 1945)
- 1873 - Italo Romoli, organaro italiano
- 1874 - Alessandro di Teck, militare britannico († 1957)
- 1875 - Luigi Carnera, astronomo e matematico italiano († 1962)
- 1875 - Francesco Luigi Giuseppe Maria di Borbone-Busset, militare e tiratore a segno francese († 1954)
- 1876 - Cecil Chubb, avvocato britannico († 1934)
- 1876 - Georg Hilmar, ginnasta tedesco († 1911)
- 1878 - August Borms, politico belga († 1946)
- 1878 - Emil Otto Hoppé, fotografo tedesco († 1972)
- 1878 - Giovanni Prampolini, ingegnere e dirigente d'azienda italiano († 1935)
- 1878 - Tilde Teldi, attrice italiana
- 1879 - Adolf Bergman, tiratore di fune svedese († 1926)
- 1879 - James Branch Cabell, scrittore statunitense († 1958)
- 1879 - Émile Deriaz, atleta, sollevatore e wrestler svizzero († 1938)
- 1879 - Grace Elvina Hinds, statunitense († 1958)
- 1880 - José María Sobral, militare, scienziato e esploratore argentino († 1961)
- 1881 - Henryk Grossman, economista, storico e attivista tedesco († 1950)
- 1881 - Ubaldo degli Uberti, ammiraglio italiano († 1945)
- 1882 - William Manson, presbitero e teologo britannico († 1958)
- 1882 - Moritz Schlick, fisico e filosofo tedesco († 1936)
- 1882 - Rudolf Watzl, lottatore austriaco († 1915)
- 1883 - Sima Pandurović, poeta, critico letterario e drammaturgo serbo († 1960)
- 1883 - Mario Zaccone, generale italiano
- 1884 - Shinji Sogō, dirigente d'azienda giapponese († 1981)
- 1884 - Dīmitrios Tofalos, sollevatore greco († 1966)
- 1885 - Flournoy Miller, comico, attore e commediografo statunitense († 1971)
- 1885 - Robert Neumaier, calciatore tedesco († 1959)
- 1885 - Charles Paget, VI marchese di Anglesey, ufficiale inglese († 1947)
- 1886 - Robert F. Hill, regista cinematografico, sceneggiatore e attore canadese († 1966)
- 1886 - Alister Kirby, canottiere britannico († 1917)
- 1886 - Leah Manning, educatrice e politica britannica († 1977)
- 1886 - Fausto Maria Martini, poeta, drammaturgo e critico letterario italiano († 1931)
- 1886 - Andor Szende, pattinatore artistico su ghiaccio ungherese († 1972)
- 1886 - Edward Tolman, psicologo statunitense († 1959)
- 1886 - Árpád Tóth, poeta e traduttore ungherese († 1928)
- 1887 - Becher Gale, canottiere canadese († 1950)
- 1887 - Joseph Graybill, attore statunitense († 1913)
- 1887 - Giorgio Muggiani, illustratore, grafico e dirigente sportivo italiano († 1938)
- 1887 - Franz Seitz Sr., regista e sceneggiatore tedesco († 1952)
- 1887 - Gero Zambuto, attore, doppiatore e regista italiano († 1944)
- 1888 - Severino Cattaneo, arbitro di calcio italiano
- 1888 - Sigfried Giedion, storico dell'architettura e storico dell'arte svizzero († 1968)
- 1888 - Vladimir Ivanovič Narbut, poeta e editore sovietico († 1938)
- 1889 - Efim Bogoljubov, scacchista ucraino († 1952)
- 1889 - Oscar Schiele, nuotatore tedesco († 1950)
- 1889 - James Stephenson, attore britannico († 1941)
- 1889 - Arnold J. Toynbee, storico inglese († 1975)
- 1890 - Scott R. Beal, attore e regista statunitense († 1973)
- 1890 - Maurice Blanchard, ingegnere e poeta francese († 1960)
- 1890 - Fernand Fauconnier, ginnasta francese († 1940)
- 1890 - Saverio Fera, politico e avvocato italiano
- 1890 - Friedrich Wilhelm Kritzinger, funzionario tedesco († 1947)
- 1890 - Attilio Ruggiero, partigiano, militare e politico italiano († 1963)
- 1890 - Einar Tveito, attore norvegese († 1958)
- 1891 - B. R. Ambedkar, politico e filosofo indiano († 1956)
- 1891 - Karl Gerhard, attore e regista teatrale svedese († 1964)
- 1891 - Otto Lasanen, lottatore finlandese († 1958)
- 1892 - Juan Belmonte, torero spagnolo († 1962)
- 1892 - George Cehanovsky, baritono statunitense († 1986)
- 1892 - Giorgio Cesana, canottiere italiano († 1967)
- 1892 - Vere Gordon Childe, archeologo australiano († 1957)
- 1892 - Giuseppe Frignani, banchiere, dirigente d'azienda e politico italiano († 1970)
- 1892 - Czesław Młot-Fijałkowski, generale polacco († 1944)
- 1892 - Giovanni Luigi Satta, militare italiano († 1962)
- 1892 - Claire Windsor, attrice statunitense († 1973)
- 1893 - Bruno Cassinelli, avvocato e politico italiano († 1970)
- 1893 - Armando Fresa, politico e ingegnere italiano († 1957)
- 1893 - Alberto Helios Gagliardo, pittore e incisore italiano († 1987)
- 1895 - Mario De Cesare, prefetto italiano († 1981)
- 1895 - Anton Reinthaller, politico austriaco († 1958)
- 1895 - Pietro Scognamiglio, politico italiano
- 1896 - Carlo Bozzi, calciatore italiano († 1957)
- 1896 - Charles Courant, lottatore svizzero († 1982)
- 1896 - Ramón Eguiazábal, calciatore spagnolo († 1939)
- 1896 - Giuseppe Spalla, pugile italiano († 1977)
- 1897 - Carina Ari, ballerina e coreografa svedese († 1970)
- 1897 - Edgardo Donato, violinista, compositore e direttore d'orchestra argentino († 1963)
- 1897 - Horace McCoy, scrittore e sceneggiatore statunitense († 1955)
- 1897 - Severino Taddei, calciatore, allenatore di calcio e dirigente sportivo italiano († 1956)
- 1897 - Fritz Thiele, ufficiale tedesco († 1944)
- 1898 - Harold Stephen Black, ingegnere statunitense († 1983)
- 1898 - Augusto Chiecchi, calciatore italiano
- 1898 - Edoardo Clerici, avvocato e politico italiano († 1975)
- 1898 - Giovanni Saccenti, attore e doppiatore italiano
- 1898 - Lee Tracy, attore statunitense († 1968)
- 1898 - Georgi Trajkov, politico bulgaro († 1975)
- 1900 - Salvatore Baccaloni, basso e attore italiano († 1969)
- 1900 - Bernardo de la Guardia, schermidore costaricano († 1970)

## XX secolo(889)
- 1901 - Manuel Armangué, pallanuotista spagnolo († 1985)
- 1901 - Vincas Bartuška, calciatore lituano († 1988)
- 1901 - Hein Heckroth, scenografo e costumista tedesco († 1970)
- 1901 - Josep Planas, allenatore di calcio e calciatore spagnolo († 1977)
- 1902 - Giuseppe Bellisario, direttore d'orchestra, compositore e pianista italiano († 1973)
- 1902 - Tommaso Leonetti, arcivescovo cattolico italiano († 1981)
- 1902 - Ken Loeffler, allenatore di pallacanestro statunitense († 1975)
- 1902 - Jakov Vladimirovič Smuškevič, generale e politico sovietico († 1941)
- 1902 - Tomotaka Tasaka, regista giapponese († 1974)
- 1902 - Francesco Zucchetti, pistard e ciclista su strada italiano († 1980)
- 1903 - Henry Corbin, orientalista, storico della filosofia e traduttore francese († 1978)
- 1903 - James Plumeri, mafioso italiano († 1971)
- 1903 - Glyn Simon, arcivescovo anglicano britannico († 1972)
- 1903 - Ruth Svedberg, velocista e discobola svedese († 2002)
- 1904 - Sonia Gaskell, ballerina, coreografa e direttrice artistica lituana († 1974)
- 1904 - Federico Gentile, editore italiano († 1996)
- 1904 - John Gielgud, attore britannico († 2000)
- 1905 - Jan Gonda, linguista, indologo e storico delle religioni olandese († 1991)
- 1905 - Georg Lammers, velocista tedesco († 1987)
- 1906 - Faysal dell'Arabia Saudita, sovrano saudita († 1975)
- 1906 - Keogh Gleason, scenografo statunitense († 1982)
- 1906 - Vincenzo Guarniera, militare e partigiano italiano († 1980)
- 1906 - Giovanni Battista Pitzalis, politico italiano († 1981)
- 1906 - Elmyr de Hory, pittore ungherese († 1976)
- 1907 - François Duvalier, politico e medico haitiano († 1971)
- 1907 - Phyllis Konstam, attrice inglese († 1976)
- 1907 - Francesco Lama, pilota motociclistico italiano († 1968)
- 1908 - Pietro Salussoglia, calciatore italiano
- 1908 - Silvio Tozzi, lottatore italiano († 1986)
- 1909 - Jessie Cross, velocista statunitense († 1986)
- 1909 - Valentina Stepanovna Grizodubova, aviatrice sovietica († 1993)
- 1909 - André Jacob, militare e aviatore francese († 1940)
- 1909 - Jean Trubert, fumettista e sceneggiatore francese († 1983)
- 1909 - Raffaele Leone, politico italiano († 1967)
- 1909 - Guido Miotto, militare italiano († 1943)
- 1909 - Jack Shaindlin, musicista, compositore e direttore d'orchestra russo († 1978)
- 1909 - Eugenio Staccione, calciatore italiano († 1967)
- 1909 - Oscar Tarrío, calciatore argentino († 1973)
- 1909 - Guglielmo Zanasi, calciatore, allenatore di calcio e dirigente sportivo italiano († 1978)
- 1910 - Stanisław Kowalski, atleta e supercentenario polacco († 2022)
- 1910 - Virgilio Ripa, compositore italiano († 1981)
- 1911 - Renzo Baraldi, pittore e scultore italiano († 1961)
- 1911 - Gino Callegari, calciatore italiano († 1954)
- 1911 - Nicola Costarella, compositore, critico musicale e musicologo italiano († 1993)
- 1911 - Eduardo González Valiño, calciatore spagnolo († 1979)
- 1911 - Giancarlo Pallavicini, italiano († 1999)
- 1911 - Teodoro Romža, ucraino († 1947)
- 1912 - James F. Blake, militare statunitense († 2002)
- 1912 - Arne Brustad, calciatore norvegese († 1987)
- 1912 - Joie Chitwood, pilota automobilistico statunitense († 1988)
- 1912 - Robert Doisneau, fotografo francese († 1994)
- 1912 - Antonio Flecha, cestista peruviano († 1967)
- 1912 - Edmond Jabès, poeta francese († 1991)
- 1912 - Béla Király, generale, politico e scrittore ungherese († 2009)
- 1912 - Alfred Lanctôt, missionario e vescovo cattolico canadese († 1969)
- 1912 - Sebastiano Rosso, vescovo cattolico italiano († 1994)
- 1913 - Livio Franceschini, cestista e pittore italiano († 1975)
- 1913 - John Howard, attore statunitense († 1995)
- 1913 - Athos Maestri, aviatore italiano († 1942)
- 1913 - Matej Bor, scrittore e drammaturgo sloveno († 1993)
- 1914 - Maria Bigarelli, imprenditrice italiana († 1991)
- 1914 - Luigi Brunella, calciatore e allenatore di calcio italiano († 1993)
- 1914 - Nazzareno Celestini, calciatore italiano († 2001)
- 1914 - George W. Davis, scenografo statunitense († 1998)
- 1914 - Carlo Garbarino, calciatore italiano
- 1914 - Jim Haggarty, hockeista su ghiaccio canadese († 1998)
- 1914 - Hans Hahn, aviatore tedesco († 1982)
- 1914 - Wilhelm Hahnemann, allenatore di calcio e calciatore austriaco († 1991)
- 1914 - John Hubbard, attore statunitense († 1988)
- 1914 - Arnold Perl, regista, sceneggiatore e produttore cinematografico statunitense († 1971)
- 1914 - Paul Russo, pilota automobilistico statunitense († 1976)
- 1915 - Pëtr Glebov, attore sovietico († 2000)
- 1915 - Evald Mahl, cestista estone († 2001)
- 1915 - Álvaro d'Ors, giurista e storico spagnolo († 2004)
- 1916 - Abd al-Rahman Arif, generale e politico iracheno († 2007)
- 1916 - Rudolf Bartonec, calciatore cecoslovacco († 2002)
- 1916 - Jone Caciagli, cantante italiana († 1952)
- 1916 - Furio Diaz, storico e politico italiano († 2011)
- 1916 - Pehr Edman, biochimico svedese († 1977)
- 1916 - Ugo Innocenti, calciatore e allenatore di calcio italiano
- 1916 - Dino Oliosi, militare e aviatore italiano († 1938)
- 1917 - Agostino Celentano, aviatore italiano († 1956)
- 1917 - Luigi Cerutti, politico italiano († 1994)
- 1917 - Valerie Hobson, attrice britannica († 1998)
- 1917 - Ubaldo Lay, attore italiano († 1984)
- 1917 - Torsten Lindberg, calciatore e allenatore di calcio svedese († 2009)
- 1918 - Rolf Julin, schermidore svedese († 1997)
- 1918 - Rolf Julin, pallanuotista svedese († 1997)
- 1918 - Alfredo Perna, partigiano italiano († 1988)
- 1919 - Adriano Bolzoni, regista, sceneggiatore e giornalista italiano († 2005)
- 1919 - Giulio Giovanardi, ingegnere italiano († 2004)
- 1919 - Raúl Primatesta, cardinale e arcivescovo cattolico argentino († 2006)
- 1920 - Pietro Catelli, imprenditore italiano († 2006)
- 1920 - Lamberto Dalla Costa, bobbista italiano († 1982)
- 1920 - Schubert Gambetta, calciatore uruguaiano († 1991)
- 1920 - Giovanni Giavazzi, politico italiano († 2019)
- 1920 - Ivor Guest, saggista, avvocato e storico britannico († 2018)
- 1920 - Constanze Manziarly, cuoca tedesca
- 1920 - Sheldon Moldoff, fumettista e animatore statunitense († 2012)
- 1920 - Stan Stutz, cestista e allenatore di pallacanestro statunitense († 1975)
- 1920 - Mona Vangsaae, ballerina danese († 1983)
- 1921 - Gaetano Berretta, politico italiano († 2014)
- 1921 - Cleto Corrain, antropologo e presbitero italiano († 2007)
- 1921 - Ugo Fontana, illustratore italiano († 1985)
- 1921 - Thomas Schelling, economista statunitense († 2016)
- 1922 - María Luisa Bemberg, regista cinematografica e sceneggiatrice argentina († 1995)
- 1922 - Ali Akbar Khan, musicista bangladese († 2009)
- 1922 - Audrey Long, attrice e modella statunitense († 2014)
- 1923 - Lydia Clarke, attrice e fotografa statunitense († 2018)
- 1923 - John Caldwell Holt, ingegnere, scrittore e pedagogista statunitense († 1985)
- 1923 - Mihrimah Sultan, principessa ottomana († 2000)
- 1923 - Rodrigo Ruiz Zárate, calciatore messicano († 1999)
- 1924 - Ruud van Feggelen, pallanuotista e allenatore di pallanuoto olandese († 2002)
- 1924 - Shorty Rogers, trombettista statunitense († 1994)
- 1924 - Gisleno Santunione, calciatore italiano († 1991)
- 1924 - Philip Stone, attore inglese († 2003)
- 1925 - Gene Ammons, sassofonista statunitense († 1974)
- 1925 - Edoardo Lucchina, fisarmonicista italiano († 2015)
- 1925 - Abel Muzorewa, politico zimbabwese († 2010)
- 1925 - Gustavo Olguín, pallanuotista e pittore messicano († 2018)
- 1925 - Jean Ollivier, illustratore e giornalista francese († 2005)
- 1925 - Pakubuwono XII, sovrano indonesiano († 2004)
- 1925 - Rod Steiger, attore statunitense († 2002)
- 1926 - Makensen Bungo, scrittore albanese († 2018)
- 1926 - Leopoldo Calvo-Sotelo, politico spagnolo († 2008)
- 1926 - Harry Gilmer, giocatore di football americano statunitense († 2016)
- 1926 - Gloria Jean, attrice e cantante statunitense († 2018)
- 1926 - Enzo Melandri, filosofo italiano († 1993)
- 1926 - Myung Rye-hyun, ex calciatore e allenatore di calcio nordcoreano
- 1926 - Piero Nelli, regista, scrittore e autore televisivo italiano († 2014)
- 1926 - George Robledo, calciatore cileno († 1989)
- 1926 - Paul Thomas, allenatore di pallacanestro canadese († 2017)
- 1927 - Marcel Berger, matematico francese († 2016)
- 1927 - Hans-Helmut Dickow, attore tedesco († 1989)
- 1927 - Dragan Godžić, cestista e allenatore di pallacanestro jugoslavo († 1988)
- 1927 - Victor Kemper, direttore della fotografia statunitense († 2023)
- 1927 - Alan G. MacDiarmid, chimico neozelandese († 2007)
- 1927 - Roberto Maffioletti, politico e avvocato italiano († 2015)
- 1927 - Dany Robin, attrice francese († 1995)
- 1927 - Renato Scrollavezza, liutaio italiano († 2019)
- 1928 - Joseph G. Gall, biologo statunitense († 2024)
- 1928 - Aldo Giacché, politico italiano († 2019)
- 1928 - Aleksandr Ivanovič Ivanov, calciatore sovietico († 1997)
- 1928 - Cyril Mango, bizantinista e archeologo britannico († 2021)
- 1928 - Sergio Romiti, pittore italiano († 2000)
- 1929 - Gerry Anderson, regista, sceneggiatore e produttore televisivo britannico († 2012)
- 1929 - Chadli Bendjedid, politico e militare algerino († 2012)
- 1929 - Paavo Berglund, direttore d'orchestra e violinista finlandese († 2012)
- 1929 - Carlo Casati, alpinista e fondista italiano († 2007)
- 1929 - Michael D. Coe, archeologo, antropologo e scrittore statunitense († 2019)
- 1929 - Mario Moretti, drammaturgo, attore e regista teatrale italiano († 2012)
- 1929 - Raymond Smith, calciatore inglese († 2017)
- 1929 - William E. Thornton, astronauta e medico statunitense († 2021)
- 1930 - Nuccia Bongiovanni, cantante italiana († 1970)
- 1930 - René Desmaison, alpinista francese († 2007)
- 1930 - Bradford Dillman, attore statunitense († 2018)
- 1930 - Marco Formentini, politico e funzionario italiano († 2021)
- 1930 - George Gekas, politico statunitense († 2021)
- 1930 - Yushu Kitano, lottatore giapponese († 2016)
- 1930 - Michel Mitrani, regista e attore francese († 1996)
- 1930 - Jay Robinson, attore statunitense († 2013)
- 1930 - Vytautas Žalakevičius, regista e sceneggiatore lituano († 1996)
- 1931 - John Clarke, attore e sceneggiatore statunitense († 2019)
- 1931 - Dimitǎr Dobrev, lottatore bulgaro († 2019)
- 1931 - Atif 'Ubayd, politico egiziano († 2014)
- 1931 - Vic Wilson, pilota automobilistico britannico († 2001)
- 1932 - Esteban Areta, calciatore spagnolo († 2007)
- 1932 - Alisa Asit'ashvili, cestista sovietica († 2015)
- 1932 - Paolo Casini, filosofo e storico italiano
- 1932 - Mario Gervasoni, ciclista su strada italiano († 2014)
- 1932 - Brian Johnston, critico letterario britannico († 2013)
- 1932 - Loretta Lynn, cantautrice statunitense († 2022)
- 1933 - Guido Cappello, scacchista italiano († 1996)
- 1933 - Paddy Hopkirk, pilota automobilistico britannico († 2022)
- 1933 - Georges Lamia, calciatore francese († 2014)
- 1933 - Jurij Colakovič Oganesian, fisico russo
- 1933 - Juanito Remulla, politico filippino († 2014)
- 1933 - Sami Shelbayah, cestista egiziano († 1976)
- 1933 - Morton Subotnick, compositore statunitense
- 1933 - Shani Wallis, attrice e cantante britannica
- 1934 - Miguel Castillo Didier, docente, grecista e traduttore cileno
- 1934 - Giacomo Fini, ex ciclista su strada italiano
- 1934 - Fredric Jameson, critico letterario statunitense († 2024)
- 1934 - Shirley Topley, ex cestista e giocatrice di softball canadese
- 1935 - Juan Ramón Báez, cestista portoricano († 2022)
- 1935 - Rodolfo Biazon, politico e generale filippino († 2023)
- 1935 - Larry Friend, cestista statunitense († 1998)
- 1935 - Don McCrae, ex cestista e allenatore di pallacanestro canadese
- 1935 - Jack McDevitt, scrittore statunitense
- 1935 - Didi Perego, attrice italiana († 1993)
- 1935 - Piero Schivazappa, regista e sceneggiatore italiano († 2017)
- 1935 - Erich von Däniken, scrittore svizzero
- 1936 - Ivan Dias, cardinale e arcivescovo cattolico indiano († 2017)
- 1936 - Francesco Mattesini, storico italiano
- 1936 - Frank Serpico, poliziotto statunitense
- 1937 - Guy Claude Bagnard, vescovo cattolico francese
- 1937 - Leo Byrd, cestista statunitense († 1991)
- 1937 - Rolly Goldring, cestista canadese († 2017)
- 1937 - Václav Kozák, canottiere cecoslovacco († 2004)
- 1937 - Lucy Lippard, scrittrice, attivista e critica d'arte statunitense
- 1937 - Jan-Erik Lundquist, ex tennista svedese
- 1937 - Carlo Mattrel, calciatore italiano († 1976)
- 1937 - Antonio Pietrantonio, politico, dirigente pubblico e insegnante italiano († 2025)
- 1937 - Ryūzō Saki, scrittore giapponese († 2015)
- 1937 - Vitaliano Temellin, calciatore italiano († 2014)
- 1937 - Roy Vernon, calciatore gallese († 1993)
- 1938 - Bruce Alberts, genetista statunitense
- 1938 - Durdy Bayramov, pittore turkmeno († 2014)
- 1938 - Paolo Gazzara, regista italiano
- 1938 - Igor' Vorončichin, fondista sovietico († 2009)
- 1939 - Tony Astarita, cantante italiano († 1998)
- 1939 - Harald Bersaas, allenatore di calcio norvegese
- 1939 - Giovanni Caselli, antropologo italiano
- 1939 - István Nagy, calciatore ungherese († 1999)
- 1939 - Nino Russo, regista, sceneggiatore e drammaturgo italiano
- 1939 - Eiko Wada, ex nuotatrice giapponese
- 1940 - Gregorio Alicata, pianista, cantante e compositore italiano
- 1940 - Julie Christie, attrice britannica
- 1940 - Marie Kinsky von Wchinitz und Tettau, principessa tedesca († 2021)
- 1941 - Parnaoz Chikviladze, judoka sovietico († 1966)
- 1941 - Grace Coddington, giornalista e ex modella britannica
- 1941 - Pola Raksa, attrice, cantante e modella polacca
- 1941 - Pete Rose, giocatore di baseball e allenatore di baseball statunitense († 2024)
- 1942 - Valerij Brumel', altista sovietico († 2003)
- 1942 - Stuart Craig, scenografo britannico
- 1942 - Robert Dalva, montatore statunitense († 2023)
- 1942 - Mimma Di Terlizzi, attrice italiana
- 1942 - Francesco Dragosei, anglista, scrittore e disegnatore italiano († 2006)
- 1942 - Valentin Lebedev, cosmonauta sovietico
- 1942 - Francisco Nóbrega, calciatore portoghese († 2012)
- 1942 - Martín Emilio Rodríguez, ex ciclista su strada e pistard colombiano
- 1943 - Vincenzo Damiano, calciatore italiano († 2000)
- 1943 - Csaba Fenyvesi, schermidore ungherese († 2015)
- 1943 - Costanzo Preve, filosofo e politologo italiano († 2013)
- 1943 - Carlo Rivolta, attore e regista italiano († 2008)
- 1943 - Fouad Siniora, politico libanese
- 1944 - Aldo Agroppi, calciatore e allenatore di calcio italiano († 2025)
- 1944 - Mike Curran, ex hockeista su ghiaccio statunitense
- 1944 - Johan Devrindt, ex calciatore belga
- 1944 - Henri Klein, calciatore lussemburghese († 1995)
- 1944 - Nguyễn Phú Trọng, politico vietnamita († 2024)
- 1944 - Anne Van Parijs, nuotatrice belga
- 1944 - Roberto Zandonella, bobbista italiano
- 1945 - Antônio Carlos Barbosa, allenatore di pallacanestro brasiliano
- 1945 - Uwe Beyer, martellista tedesco († 1993)
- 1945 - Ritchie Blackmore, chitarrista britannico
- 1945 - Yves Chauveau, ex calciatore francese
- 1945 - Roger Frappier, produttore cinematografico canadese
- 1945 - Sa'ilele Malielegaoi, politico samoano
- 1945 - Eliot Zigmund, batterista statunitense
- 1946 - Jean-Jacques Dordain, ingegnere aeronautico francese
- 1946 - Dietrich Hahn, giornalista e pubblicista tedesco († 2024)
- 1946 - Eduardo Maglioni, ex calciatore argentino
- 1947 - Fabián Alarcón, politico ecuadoriano
- 1947 - Dominique Baudis, scrittore, giornalista e politico francese († 2014)
- 1947 - Gino De Dominicis, artista italiano († 1998)
- 1947 - Penny Warner, scrittrice statunitense
- 1948 - Keith Baker, batterista britannico
- 1948 - Berry Berenson, modella, attrice e fotografa statunitense († 2001)
- 1948 - Paolo Bodini, politico italiano
- 1948 - Frithjof Gjermundsen, ex calciatore norvegese
- 1948 - Carmine Mancuso, politico e poliziotto italiano
- 1948 - Zelico Petrovic, ex calciatore jugoslavo
- 1948 - Mauro Salizzoni, medico e politico italiano
- 1948 - Mario Toffetti, artista italiano († 2013)
- 1948 - Sukehiro Tomita, sceneggiatore giapponese
- 1948 - Claude Vivier, compositore canadese († 1983)
- 1948 - Turki bin Nasser Al Sa'ud, principe, militare e imprenditore saudita († 2021)
- 1949 - Gian Battista Bassi, ex maratoneta italiano
- 1949 - Pier Giorgio Dall'Acqua, politico italiano
- 1949 - Dave Gibbons, fumettista e disegnatore britannico
- 1949 - Sonja Kristina, cantante britannica
- 1949 - Chas Mortimer, pilota motociclistico britannico
- 1949 - Hanns Christian Müller, regista e sceneggiatore tedesco
- 1949 - John Shea, attore statunitense
- 1950 - Francis Collins, genetista statunitense
- 1950 - Péter Esterházy, scrittore e matematico ungherese († 2016)
- 1950 - Mitsuru Komaeda, allenatore di calcio e ex calciatore giapponese
- 1950 - Harikrishnan Vasanthakumar, imprenditore e politico indiano († 2020)
- 1951 - Nino Castellini, pugile italiano († 1976)
- 1951 - Mauro Dragoni, politico italiano († 2006)
- 1951 - Julian Lloyd Webber, violoncellista britannico
- 1951 - Adelio Moro, allenatore di calcio e ex calciatore italiano
- 1951 - Lena Sollander, ex sciatrice alpina svedese
- 1951 - Terje Tysland, cantante norvegese
- 1951 - Phankham Viphavanh, politico laotiano
- 1951 - Gregory Paul Winter, biochimico britannico
- 1952 - Kenny Aaronson, bassista statunitense
- 1952 - Ali Mustafayev, pubblicista azero († 1991)
- 1952 - Udo Voigt, politico tedesco († 2025)
- 1952 - Richard Wawro, pittore britannico († 2006)
- 1953 - Italo Cocci, politico e sindacalista italiano
- 1953 - Francesco Fiori, politico italiano
- 1953 - Alenka Rebula Tuta, poetessa, scrittrice e psicologa slovena
- 1953 - Gyula Thürmer, politico ungherese
- 1953 - Doriano Tosi, dirigente sportivo italiano
- 1953 - Eric Tsang, attore, regista e produttore cinematografico cinese
- 1954 - Éric Bedouet, allenatore di calcio, dirigente sportivo e ex calciatore francese
- 1954 - Bruno Cadoré, presbitero francese
- 1954 - Art Collins, ex cestista statunitense
- 1954 - Rosaria Conte, sociologa italiana († 2016)
- 1954 - Chuck Dixon, fumettista statunitense
- 1954 - László Fekete, calciatore ungherese († 2014)
- 1954 - Massimo Guglielmi, regista, sceneggiatore e produttore cinematografico italiano
- 1954 - Włodzimierz Mazur, calciatore polacco († 1988)
- 1954 - Katsuhiro Ōtomo, regista, fumettista e sceneggiatore giapponese
- 1954 - Cesare Patrone, dirigente pubblico e poliziotto italiano
- 1954 - Shari Redstone, imprenditrice statunitense
- 1954 - Sibilla, cantante italiana
- 1954 - Bruce Sterling, autore di fantascienza statunitense
- 1954 - Tiziana Timolati, ex cestista italiana
- 1954 - Juan Manuel Villalba, ex calciatore paraguaiano
- 1955 - Ana Ambrazienė, ostacolista e velocista lituana († 2025)
- 1955 - Imrich Bugár, ex discobolo ceco
- 1955 - Anthony Dod Mantle, direttore della fotografia britannico
- 1955 - Gary Horowitz, fisico statunitense
- 1955 - Dan Hughes, allenatore di pallacanestro statunitense
- 1955 - Don Roos, regista, sceneggiatore e produttore cinematografico statunitense
- 1955 - Sabino Zubeldia, ex calciatore spagnolo
- 1956 - Barbara Bonney, soprano statunitense
- 1956 - Keith Crofford, dirigente d'azienda statunitense
- 1956 - Chris Ellis, attore statunitense
- 1956 - John G. Hemry, scrittore statunitense
- 1956 - Herbert Hermann, ex calciatore svizzero
- 1956 - Aleksandrs Kulakovs, ex calciatore e allenatore di calcio lettone
- 1956 - Gabriele Lupini, generale, medico e docente italiano
- 1956 - Maurizio Pistocchi, giornalista, conduttore televisivo e opinionista italiano
- 1956 - Vitoriano Ramos, ex calciatore portoghese
- 1956 - Jorge Ulate, ex calciatore costaricano
- 1957 - Rolf Åge Berg, ex saltatore con gli sci norvegese
- 1957 - Lothaire Bluteau, attore canadese
- 1957 - Bobbi Brown, truccatrice statunitense
- 1957 - Domingo Drummond, calciatore honduregno († 2002)
- 1957 - Haruhisa Hasegawa, ex calciatore giapponese
- 1957 - Kai Havaii, cantante, attore e scrittore tedesco
- 1957 - Richard Jeni, comico e attore statunitense († 2007)
- 1957 - Marc Platt, produttore cinematografico, produttore teatrale e produttore televisivo statunitense
- 1957 - Michail Pletnëv, pianista e direttore d'orchestra russo
- 1957 - Gary D. Schmidt, scrittore statunitense
- 1957 - Tricia Smith, ex canottiera canadese
- 1957 - Tigran Torosyan, politico armeno
- 1957 - Masaru Uchiyama, ex calciatore giapponese
- 1957 - Viktor Feliksovič Veksel'berg, imprenditore russo
- 1958 - Javier Álvarez Arteaga, allenatore di calcio e ex calciatore colombiano
- 1958 - Pasquale Anselmo, attore e doppiatore italiano
- 1958 - Peter Capaldi, attore britannico
- 1958 - Ron Crevier, ex cestista canadese
- 1958 - John D'Aquino, attore statunitense
- 1958 - Danie Gerber, ex rugbista a 15 e allenatore di rugby a 15 sudafricano
- 1958 - Vito Lo Scrudato, scrittore e giornalista italiano
- 1958 - Aprile Millo, soprano statunitense
- 1958 - Santiago Urquiaga, ex calciatore spagnolo
- 1959 - Roberto Brunamonti, ex cestista, allenatore di pallacanestro e dirigente sportivo italiano
- 1959 - Jimmy Jack Funk, ex wrestler statunitense
- 1959 - Rosario Gisana, vescovo cattolico italiano
- 1959 - Massimo Lattuca, ex calciatore italiano
- 1959 - Irma Libohova, cantante albanese
- 1959 - Mark Pillow, attore britannico
- 1960 - Éric Andrieu, politico francese
- 1960 - Danny Bowes, cantante britannico
- 1960 - Ján Franek, ex pugile slovacco
- 1960 - Brad Garrett, attore, comico e doppiatore statunitense
- 1960 - Thomas Knoll, programmatore statunitense
- 1960 - Luisa Maneri, attrice e drammaturga italiana
- 1960 - Paulo Santos, ex calciatore brasiliano
- 1960 - Osamu Sato, artista, fotografo e compositore giapponese
- 1961 - Robert Carlyle, attore, regista e doppiatore scozzese
- 1961 - Daniel Clowes, fumettista, grafico e sceneggiatore statunitense
- 1961 - Barbara Enrichi, attrice e regista italiana
- 1961 - Brigitte Lecordier, attrice cinematografica, doppiatrice e direttrice del doppiaggio francese
- 1961 - Raffaella Rumiati, neuroscienziata italiana
- 1961 - Gaston Kashala Ruwezi, vescovo cattolico della Repubblica Democratica del Congo
- 1961 - Sabine Stöwahse, ex cestista tedesca
- 1961 - Yūji Sugano, ex calciatore giapponese
- 1962 - Bruno Archi, diplomatico e politico italiano
- 1962 - James Carpenter, ex schermidore statunitense
- 1962 - Kelly Goodburn, ex giocatore di football americano statunitense
- 1962 - Paulo Leão, regista, attore e sceneggiatore brasiliano
- 1962 - Deni Lušić, allenatore di pallanuoto e ex pallanuotista croato
- 1962 - Constanza Oriani, ex schermitrice argentina
- 1962 - Laura Richardson, politica statunitense
- 1962 - Marcello Tittarelli, ex tiratore a volo italiano
- 1963 - Carlos Cojuangco, politico e imprenditore filippino († 2022)
- 1963 - Hugo Conte, allenatore di pallavolo e ex pallavolista argentino
- 1963 - Cynthia Cooper, ex cestista e allenatrice di pallacanestro statunitense
- 1963 - Riccardo Giacoia, giornalista italiano
- 1963 - Salvatore Guastella, ex calciatore italiano
- 1963 - Miki Imai, cantante e attrice giapponese
- 1963 - Cristiana Mazzoni, architetta e teorica dell'architettura italiana
- 1963 - Spencer Rice, regista e scrittore canadese
- 1963 - Davide Sanguanini, ex pallavolista italiano
- 1963 - Roberto Venturato, allenatore di calcio e ex calciatore italiano
- 1964 - Brian Adams, wrestler statunitense († 2007)
- 1964 - Jeff Andretti, ex pilota automobilistico statunitense
- 1964 - Andrea Ceccarini, ex nuotatore italiano
- 1964 - Bob Clendenin, attore statunitense
- 1964 - Stuart Duncan, polistrumentista statunitense
- 1964 - Jim Grabb, allenatore di tennis e ex tennista statunitense
- 1964 - Gina McKee, attrice britannica
- 1964 - Vinnie Moore, chitarrista statunitense
- 1964 - Michael Nunn, ex pugile statunitense
- 1964 - Gregory Sporleder, attore statunitense
- 1964 - Ângelo Torres, regista e attore saotomense
- 1964 - Takumi Yamazaki, doppiatore giapponese
- 1965 - Alexandre Jardin, scrittore e regista francese
- 1965 - Catherine Dent, attrice statunitense
- 1965 - Tom Dey, regista e produttore cinematografico statunitense
- 1965 - Stan Humphries, ex giocatore di football americano statunitense
- 1965 - Andrea Mascaretti, politico italiano
- 1965 - Yukihiro Matsumoto, informatico giapponese
- 1965 - Alberto Molinari, attore e regista italiano
- 1965 - Francesco Sanna, avvocato e politico italiano
- 1965 - Khalid Shaykh Muhammad, terrorista pakistano
- 1965 - Pat Shurmur, allenatore di football americano statunitense
- 1965 - Kirk Windstein, cantante e chitarrista statunitense
- 1966 - André Boisclair, politico canadese
- 1966 - Jan Boklöv, ex saltatore con gli sci svedese
- 1966 - Pasquale Camerlengo, ex danzatore su ghiaccio italiano
- 1966 - Gonzalo Díaz, ex calciatore uruguaiano
- 1966 - Laurenzo Lapage, ciclista su strada e pistard belga
- 1966 - Greg Maddux, ex giocatore di baseball statunitense
- 1966 - Nicoletta Manzione, giornalista e conduttrice televisiva italiana
- 1966 - Lloyd Owen, attore britannico
- 1966 - Joaquín Ruiz, allenatore di pallacanestro e ex cestista spagnolo
- 1966 - Joe Tacopina, avvocato e dirigente sportivo statunitense
- 1967 - Nicola Berti, ex calciatore italiano
- 1967 - Kate Bohner, giornalista e scrittrice statunitense
- 1967 - Alessandro Finelli, allenatore di pallacanestro italiano
- 1967 - Natale Galletta, cantautore italiano
- 1967 - Barrett Martin, batterista statunitense
- 1967 - Christian Peintinger, allenatore di calcio e ex calciatore austriaco
- 1967 - Sergio Valdeolmillos, allenatore di pallacanestro spagnolo
- 1967 - Javier Valdez Cárdenas, giornalista e scrittore messicano († 2017)
- 1967 - Julia Zemiro, conduttrice televisiva, conduttrice radiofonica e attrice australiana
- 1967 - Jaime de la Pava, allenatore di calcio colombiano
- 1968 - Sandra van Embricqs, ex cestista olandese
- 1968 - Anthony Michael Hall, attore statunitense
- 1968 - Štefan Maixner, ex calciatore slovacco
- 1968 - Rob Marshall, ingegnere britannico
- 1968 - Filippo Preziosi, dirigente sportivo e ingegnere italiano
- 1968 - Tomoaki Sano, ex calciatore giapponese
- 1968 - Jim Tomsula, allenatore di football americano statunitense
- 1969 - Emre Altuğ, cantante, attore e compositore turco
- 1969 - Marco Conti, politico sammarinese
- 1969 - James Gray, regista, sceneggiatore e produttore cinematografico statunitense
- 1969 - Martyn LeNoble, bassista olandese
- 1969 - Lee Kyung-choon, ex calciatore sudcoreano
- 1969 - Mark Macon, ex cestista e allenatore di pallacanestro statunitense
- 1969 - Federica Mastroianni, attrice italiana
- 1969 - Hironimus Pakaenoni, arcivescovo cattolico indonesiano
- 1969 - Luc Van Lierde, triatleta belga
- 1969 - Ibn al-Khattab, terrorista saudita († 2002)
- 1970 - Špela Dragaš, allenatrice di ginnastica ritmica slovena
- 1970 - Oleksandr Hončenkov, ex ciclista su strada e pistard ucraino
- 1970 - Huang Xiaomin, ex nuotatrice cinese
- 1970 - Vadim Krasnosel'skij, politico moldavo
- 1970 - Shizuka Kudo, cantante giapponese
- 1970 - Richard Sainct, pilota motociclistico francese († 2004)
- 1970 - Jan Siemerink, allenatore di tennis e ex tennista olandese
- 1970 - Faruk Šehić, poeta, scrittore e giornalista bosniaco
- 1971 - Eugène Afrika, ex calciatore lussemburghese
- 1971 - Tim Austin, ex pugile statunitense
- 1971 - Damien Boisseau, attore e doppiatore francese
- 1971 - Isaac Bunde Dugu, vescovo cattolico nigeriano
- 1971 - Miguel Calero, calciatore colombiano († 2012)
- 1971 - Amir-Hossein Ghazizadeh Hashemi, politico iraniano
- 1971 - Vasilij Karasëv, ex cestista e allenatore di pallacanestro russo
- 1971 - David Londero, ex cestista italiano
- 1971 - Nicola Marangon, allenatore di calcio e ex calciatore italiano
- 1971 - Marcelo Otero, allenatore di calcio, procuratore sportivo e ex calciatore uruguaiano
- 1971 - Gianluigi Scalvini, pilota motociclistico italiano
- 1971 - Gustavo Tempone, ex calciatore argentino
- 1972 - Barbara Brlec, ex sciatrice alpina slovena
- 1972 - Paula Denyer, serial killer australiano
- 1972 - Paul Devlin, ex calciatore scozzese
- 1972 - Adam Duce, bassista statunitense
- 1972 - Valentina Furlanetto, giornalista, conduttrice radiofonica e scrittrice italiana
- 1972 - Serge Gumienny, ex arbitro di calcio belga
- 1972 - Wojciech Kowalczyk, ex calciatore polacco
- 1972 - Alex Lundqvist, supermodello svedese
- 1972 - Yūichi Nishimura, arbitro di calcio giapponese
- 1972 - Fumiko Okuno, sincronetta giapponese
- 1972 - Mauro Ottolini, trombonista, compositore e direttore d'orchestra italiano
- 1972 - Dean Potter, alpinista statunitense († 2015)
- 1972 - Petar Puača, ex calciatore serbo
- 1972 - Stefan Ruthenbeck, allenatore di calcio e ex calciatore tedesco
- 1972 - Filippo Solibello, conduttore radiofonico, conduttore televisivo e artista italiano
- 1973 - Roberto Ayala, dirigente sportivo, allenatore di calcio e ex calciatore argentino
- 1973 - Adrien Brody, attore statunitense
- 1973 - Íñigo Chaurreau, ex ciclista su strada spagnolo
- 1973 - Anthony Gatto, giocoliere statunitense
- 1973 - Erik Hemmendorff, produttore cinematografico, sceneggiatore e direttore della fotografia svedese
- 1973 - Langley Kirkwood, attore e triatleta britannico
- 1973 - Peter Knudsen, ex calciatore danese
- 1973 - Aniello Laezza, ex cestista italiano
- 1973 - Boštjan Leban, ex cestista sloveno
- 1973 - Nick Lee, chitarrista e compositore statunitense
- 1973 - David Miller, tenore statunitense
- 1973 - Claudio Morganti, politico italiano
- 1973 - Olivier Nakache e Éric Toledano, regista e sceneggiatore francese
- 1973 - Marco Pilato, ex calciatore italiano
- 1973 - Jamie Sives, attore scozzese
- 1973 - Hidetaka Suehiro, autore di videogiochi giapponese
- 1973 - Rune André Østby, ex sciatore alpino norvegese
- 1974 - Olivier Besancenot, politico francese
- 1974 - Da Brat, rapper e attrice statunitense
- 1974 - Hyung Min-woo, disegnatore sudcoreano
- 1974 - Michele Maccagno, attore italiano
- 1974 - Mr. Oizo, disc jockey, produttore discografico e regista francese
- 1974 - Sun Fuming, ex judoka cinese
- 1974 - Federica Tommasi, attrice pornografica italiana
- 1975 - Frank Banham, ex hockeista su ghiaccio canadese
- 1975 - Tino Chrupalla, politico tedesco
- 1975 - Valerij Čižov, ex calciatore russo
- 1975 - Brian Daboll, allenatore di football americano canadese
- 1975 - Lita, wrestler e cantante statunitense
- 1975 - Andy Marshall, allenatore di calcio e ex calciatore inglese
- 1975 - Stefano Miceli, pianista e direttore d'orchestra italiano
- 1975 - Kōnstantinos Nempegleras, ex calciatore greco
- 1975 - Maxette Pirbakas, sindacalista e politica francese
- 1975 - Anderson Silva, ex artista marziale misto e ex pugile brasiliano
- 1975 - Antwon Tanner, attore statunitense
- 1975 - Gabriel Trifu, allenatore di tennis e ex tennista rumeno
- 1975 - Jim Whitley, ex calciatore zambiano
- 1975 - Veronika Zemanová, modella ceca
- 1976 - Santiago Abascal, politico spagnolo
- 1976 - Jericho Brown, poeta statunitense
- 1976 - Davide Cavallotto, politico italiano
- 1976 - Georgina Chapman, attrice e costumista inglese
- 1976 - Georgeta Damian, ex canottiera rumena
- 1976 - Anna DeForge, ex cestista statunitense
- 1976 - Kyle Farnsworth, ex giocatore di baseball e giocatore di football americano statunitense
- 1976 - Nadine Faustin-Parker, ex ostacolista haitiana
- 1976 - Iván Fundora, ex lottatore cubano
- 1976 - Françoise Mbango Etone, triplista e lunghista camerunese
- 1976 - Jason Wiemer, ex hockeista su ghiaccio canadese
- 1977 - Bjørn Berland, ex calciatore norvegese
- 1977 - Erjon Bogdani, allenatore di calcio, dirigente sportivo e ex calciatore albanese
- 1977 - Mugurel Buga, ex calciatore rumeno
- 1977 - Petar Đenić, ex calciatore serbo
- 1977 - Nate Fox, cestista statunitense († 2014)
- 1977 - Sarah Michelle Gellar, attrice statunitense
- 1977 - Martin Kaalma, calciatore estone
- 1977 - Olivia Laing, scrittrice e giornalista britannica
- 1977 - Mai Ya-hui, ex cestista taiwanese
- 1977 - Rob McElhenney, attore, regista e produttore cinematografico statunitense
- 1977 - Marie Robertson, attrice svedese
- 1977 - Verónica Soberón, ex cestista argentina
- 1977 - Sonya Tayeh, coreografa statunitense
- 1977 - David Valadao, politico statunitense
- 1977 - Benjamin Williams, ex arbitro di calcio australiano
- 1978 - Tony Bombardieri, ex pattinatrice artistica su ghiaccio italiana
- 1978 - Sorin Botiș, allenatore di calcio e ex calciatore rumeno
- 1978 - Adnan Čustović, allenatore di calcio e ex calciatore bosniaco
- 1978 - Bente Giljarhus, ex sciatrice alpina norvegese
- 1978 - Georgina Harland, pentatleta britannica
- 1978 - Louisy Joseph, cantante francese
- 1978 - Roland Lessing, ex biatleta estone
- 1978 - Kaori Muraji, chitarrista giapponese
- 1978 - Toni Söderholm, allenatore di hockey su ghiaccio e ex hockeista su ghiaccio finlandese
- 1979 - Samir Əliyev, allenatore di calcio e ex calciatore azero
- 1979 - Iain Balshaw, rugbista a 15 britannico
- 1979 - Lucas Browne, pugile e artista marziale misto australiano
- 1979 - Terri Walker, cantautrice e produttrice discografica britannica
- 1979 - Pedro Irala, calciatore paraguaiano
- 1979 - Noé Pamarot, ex calciatore francese
- 1979 - Kerem Tunçeri, ex cestista turco
- 1979 - Marios Īlia, allenatore di calcio e ex calciatore cipriota
- 1980 - Win Butler, cantante, bassista e chitarrista statunitense
- 1980 - Claire Coffee, attrice statunitense
- 1980 - Selma Delibašić, cestista bosniaca
- 1980 - Rita Drávucz, ex pallanuotista ungherese
- 1980 - Juan Eluchans, ex calciatore argentino
- 1980 - Steven Holcomb, bobbista statunitense († 2017)
- 1980 - Ayumi Itō, attrice giapponese
- 1980 - Grant McCann, allenatore di calcio e ex calciatore nordirlandese
- 1980 - Vladislav Metodiev, lottatore bulgaro
- 1980 - Shaquala Williams, ex cestista e allenatrice di pallacanestro statunitense
- 1981 - Elvis Abbruscato, dirigente sportivo, allenatore di calcio e ex calciatore italiano
- 1981 - Mario Borghese, politico italiano
- 1981 - Raúl Bravo, ex calciatore spagnolo
- 1981 - Salimata Diatta, ex cestista senegalese
- 1981 - Wilde Gomes da Silva, giocatore di calcio a 5 brasiliano
- 1981 - Jacques Houdek, cantante croato
- 1981 - Shinjirō Koizumi, politico giapponese
- 1981 - Riste Naumov, ex calciatore macedone
- 1981 - Adriano Vertemati, allenatore di pallacanestro italiano
- 1981 - Rebecca Yarros, scrittrice statunitense
- 1982 - Renat Abdwlïn, ex calciatore kazako
- 1982 - Alessia Ambrosi, politica italiana
- 1982 - Damián Ayude, allenatore di calcio argentino
- 1982 - Assani Bajope, ex calciatore ugandese
- 1982 - Vicki Barr, velocista britannica
- 1982 - Uğur Boral, ex calciatore turco
- 1982 - Mauro Cetto, dirigente sportivo e ex calciatore argentino
- 1982 - Caryn Davies, canottiera statunitense
- 1982 - Francesco De Bonis, ex ciclista su strada italiano
- 1982 - Larissa França, giocatrice di beach volley brasiliana
- 1982 - Samuel Isaksen, calciatore norvegese
- 1982 - Mislav Karoglan, allenatore di calcio e ex calciatore bosniaco
- 1982 - Łukasz Madej, ex calciatore polacco
- 1982 - Cyrille Merville, ex calciatore francese
- 1982 - Silvio Muccino, attore, sceneggiatore e regista italiano
- 1982 - Paolla Oliveira, attrice brasiliana
- 1982 - Nataša Popović, ex cestista montenegrina
- 1982 - Sara Varga, cantante svedese
- 1982 - Tera Wray, attrice pornografica statunitense († 2016)
- 1983 - Yayma Boulet, cestista cubana
- 1983 - Fabio Gambacorta, pallanuotista e allenatore di pallanuoto italiano
- 1983 - Simona La Mantia, triplista italiana
- 1983 - James McFadden, allenatore di calcio e ex calciatore scozzese
- 1983 - Michel Noher, attore argentino
- 1983 - Ahmed Otaif, ex calciatore saudita
- 1983 - Artūras Rimkevičius, calciatore e giocatore di calcio a 5 lituano († 2019)
- 1983 - Jason Rogers, schermidore statunitense
- 1983 - Paolo Rotondo, giocatore di calcio a 5 italiano
- 1983 - Alan Toccaceli, ex calciatore sammarinese
- 1983 - Nik'oloz Tskit'ishvili, ex cestista georgiano
- 1983 - Adaílton José dos Santos Filho, ex calciatore brasiliano
- 1984 - Marco Caligiuri, ex calciatore tedesco
- 1984 - Charles Hamelin, pattinatore di short track canadese
- 1984 - Harumafuji Kōhei, lottatore di sumo mongolo
- 1984 - Walter Montillo, ex calciatore argentino
- 1984 - Laura Nargi, politica italiana
- 1984 - Luca Pairetto, arbitro di calcio italiano
- 1984 - Kristina Rose, attrice pornografica statunitense
- 1984 - Tyler Thigpen, ex giocatore di football americano statunitense
- 1984 - Craig Winder, ex cestista statunitense
- 1985 - Emiliano Cortellazzi, pallavolista italiano
- 1985 - Jussier Formiga, artista marziale misto brasiliano
- 1985 - Henk Grol, judoka olandese
- 1985 - Olena Kostevyč, tiratrice a segno ucraina
- 1985 - Christoph Leitgeb, ex calciatore austriaco
- 1985 - Miriam Leone, attrice, conduttrice televisiva e ex modella italiana
- 1985 - António Filipe, calciatore portoghese
- 1985 - Michal Papadopulos, ex calciatore ceco
- 1985 - Scott Seiver, giocatore di poker statunitense
- 1985 - Elio Shazivari, ex calciatore albanese
- 1986 - Kamalutdin Achmedov, ex calciatore russo
- 1986 - Morenike Atunrase, ex cestista statunitense
- 1986 - Thaila Ayala, attrice brasiliana
- 1986 - Quianna Chaney, ex cestista statunitense
- 1986 - Steven Clark, calciatore statunitense
- 1986 - Matt Derbyshire, ex calciatore inglese
- 1986 - Yonathan Fernández, fondista e biatleta cileno
- 1986 - Chester Frazier, ex cestista e allenatore di pallacanestro statunitense
- 1986 - Daniane Jawad, ex calciatore marocchino
- 1986 - Takuya Kawamura, cestista giapponese
- 1986 - Igor Milošević, ex cestista serbo
- 1986 - Jordan Monroe, modella statunitense
- 1986 - Josselin Ouanna, ex tennista francese
- 1986 - Mariusz Pawelec, calciatore polacco
- 1986 - Matías Quiroga, calciatore argentino
- 1986 - Matías Rodríguez, calciatore argentino
- 1986 - Massamba Sambou, ex calciatore senegalese
- 1986 - Yūsuke Tanaka, calciatore giapponese
- 1986 - Max Unger, ex giocatore di football americano statunitense
- 1986 - Anne Watanabe, modella e attrice giapponese
- 1987 - Korvotney Barber, cestista statunitense († 2013)
- 1987 - Victor Bolt, calciatore brasiliano
- 1987 - Martín Cauteruccio, calciatore uruguaiano
- 1987 - Edgar Costa, ex calciatore portoghese
- 1987 - Denis César de Matos, calciatore brasiliano
- 1987 - Jennifer Digbeu, ex cestista francese
- 1987 - Danijel Galić, pallavolista bosniaco
- 1987 - Erwin Hoffer, ex calciatore austriaco
- 1987 - Wilson Kiprop, mezzofondista e maratoneta keniota
- 1987 - Daniele Magro, cestista italiano
- 1987 - Otto Martler, ex calciatore svedese
- 1987 - Jaimes McKee, ex calciatore inglese
- 1987 - Salome Melia, scacchista georgiana
- 1987 - Igor Nganga, ex calciatore congolese (Repubblica del Congo)
- 1987 - Džamal Otarsultanov, lottatore russo
- 1987 - Aleksandra Pasynkova, pallavolista russa
- 1987 - Emanuele Terranova, calciatore italiano
- 1988 - Eric Alexander, ex calciatore statunitense
- 1988 - Roberto Bautista Agut, tennista spagnolo
- 1988 - Silvia Carraro, ex calciatrice italiana
- 1988 - Michele Cervellini, calciatore sammarinese
- 1988 - Rodrigue César, calciatore francese
- 1988 - Franklin Herrera, ex calciatore boliviano
- 1988 - Solène Jambaqué, sciatrice alpina francese
- 1988 - Daniel Jiménez, calciatore beliziano
- 1988 - Kim Shin-wook, calciatore sudcoreano
- 1988 - Eliška Klučinová, multiplista ceca
- 1988 - Manuel Konrad, calciatore tedesco
- 1988 - Ben Lloyd-Hughes, attore britannico
- 1988 - Takanori Maeno, calciatore giapponese
- 1988 - Anthony Modeste, calciatore francese
- 1988 - Marija Orlova, skeletonista russa
- 1988 - Horacio Orzán, calciatore argentino
- 1988 - Vasileios Pliatsikas, ex calciatore greco
- 1988 - Maxime Richard, canoista belga
- 1988 - Željko Šakić, cestista croato
- 1988 - Asgeir Snekvik, giocatore di calcio a 5 e calciatore norvegese
- 1988 - Reika Takahashi, ex cestista giapponese
- 1988 - Guy Toindouba, calciatore camerunese
- 1988 - Patrick van de Waarsenburg, pilota motociclistico olandese
- 1988 - Ratthapark Wilairot, pilota motociclistico thailandese
- 1988 - Chris Wood, attore statunitense
- 1989 - Christian Colón, giocatore di baseball portoricano
- 1989 - Costantino Cutolo, ex cestista italiano
- 1989 - Luca Di Rocco, pallanuotista italiano
- 1989 - Zehra Doğan, artista e giornalista curda
- 1989 - Elisa, cantante e modella giapponese
- 1989 - Joe Haden, ex giocatore di football americano statunitense
- 1989 - Luis Hernández Rodríguez, calciatore spagnolo
- 1989 - Fanai Lalchhuanmawia, ex calciatore indiano
- 1989 - Odélia Mafanela, cestista mozambicana
- 1989 - Lucas Mahias, pilota motociclistico francese
- 1989 - Maximilian Mbaeva, calciatore namibiano
- 1989 - Mickey McConnell, ex cestista statunitense
- 1989 - Sean Mosley, ex cestista statunitense
- 1989 - Ochirbatyn Nasanburmaa, lottatrice mongola
- 1989 - Dominik Paris, sciatore alpino italiano
- 1989 - Kayla Pedersen, ex cestista statunitense
- 1989 - Dívier Pérez, cestista colombiano
- 1989 - Vít Přindiš, canoista ceco
- 1989 - Jake Rosenzweig, pilota automobilistico statunitense
- 1989 - Nguyễn Trọng Hoàng, calciatore vietnamita
- 1989 - Dafina Zeqiri, cantante svedese
- 1989 - Živko Živković, calciatore serbo
- 1989 - Óscar de Marcos, ex calciatore spagnolo
- 1990 - Aaron Broussard, cestista statunitense
- 1990 - Adam DiMarco, attore canadese
- 1990 - Aleksandăr Djulgerov, calciatore bulgaro
- 1990 - Gaël Duhayindavyi, calciatore burundese
- 1990 - Arianna Fontana, pattinatrice di short track italiana
- 1990 - Henry Frayne, triplista e lunghista australiano
- 1990 - Alex MacDonald, calciatore inglese
- 1990 - Terrance Parks, giocatore di football americano statunitense
- 1990 - Jessy Rompies, tennista indonesiana
- 1990 - Farchod Vasiev, ex calciatore tagiko
- 1990 - Adaeze Yobo, modella nigeriana
- 1991 - Paola Calliari, attrice, danzatrice e sceneggiatrice italiana
- 1991 - Miklós Dudás, canoista ungherese
- 1991 - James Frecheville, attore australiano
- 1991 - Kim Yong-ji, attrice sudcoreana
- 1991 - Moussa Marega, calciatore maliano
- 1991 - Martín Montoya, calciatore spagnolo
- 1991 - Melisa Aslı Pamuk, attrice e modella olandese
- 1991 - Ruždi Ruždi, atleta paralimpico bulgaro
- 1991 - Omar Santana, calciatore spagnolo
- 1991 - Lucie Smutná, pallavolista ceca
- 1991 - Otmar Striedinger, sciatore alpino austriaco
- 1991 - Fernando Karanga, calciatore brasiliano
- 1992 - Ole Marius Aasen, calciatore norvegese
- 1992 - Josylvio, rapper olandese
- 1992 - Jason Aguemon, ex giocatore di football americano e ex bobbista francese
- 1992 - Rob Evans, rugbista a 15 britannico
- 1992 - Loïc Feudjou, calciatore camerunese
- 1992 - Per Frick, calciatore svedese
- 1992 - Humberly González, attrice venezuelana
- 1992 - Christoph Hafer, bobbista tedesco
- 1992 - Skyler Howes, pilota motociclistico statunitense
- 1992 - Nick Krause, attore statunitense
- 1992 - Ryan Laursen, ex calciatore statunitense
- 1992 - Mihai Leca, calciatore rumeno
- 1992 - Odah Marshall, calciatore nigeriano
- 1992 - Dajon Newell, giocatore di football americano statunitense
- 1992 - Niklas Nienaß, politico tedesco
- 1992 - Bruno Ondo Mengue, cestista italiano
- 1992 - Jiří Pavlenka, calciatore ceco
- 1992 - Álvaro Ramos, calciatore cileno
- 1992 - Josué Rivera, pallavolista portoricano
- 1992 - Tommy Smith, ex calciatore inglese
- 1992 - Nil Solans, pilota di rally spagnolo
- 1992 - Frederik Sørensen, calciatore danese
- 1992 - Rolands Štrobinders, giavellottista lettone
- 1992 - Dejan Trajkovski, calciatore sloveno
- 1992 - Nikola Trujić, calciatore serbo
- 1992 - Valentina Velati, calciatrice italiana
- 1992 - Christian vom Lehn, nuotatore tedesco
- 1993 - Vivien Cardone, attrice statunitense
- 1993 - Chris Jones, cestista statunitense
- 1993 - Kent Jones, rapper statunitense
- 1993 - Mads Lauritsen, calciatore danese
- 1993 - Graham Phillips, attore statunitense
- 1993 - Eduardo Scarpetta, attore italiano
- 1993 - Josephine Skriver, supermodella danese
- 1993 - Matej Vidović, sciatore alpino croato
- 1993 - Mikel Villanueva, calciatore venezuelano
- 1993 - Daniel Wallace, ex nuotatore britannico
- 1993 - Martín Eduardo Zúñiga, calciatore messicano
- 1993 - Jefferson de Jesus Santos, calciatore brasiliano
- 1994 - Sayed Baqer, calciatore bahreinita
- 1994 - Tian Bing, wrestler cinese
- 1994 - Flora Coquerel, modella francese
- 1994 - Maja Dahlqvist, fondista svedese
- 1994 - Nicole Edelman, pallavolista statunitense
- 1994 - Etienne van Empel, ciclista su strada olandese
- 1994 - Romeesh Ivey, calciatore panamense
- 1994 - Joan Sebastián Jaramillo Herrera, ex calciatore colombiano
- 1994 - Axcil Jefferies, pilota automobilistico zimbabwese
- 1994 - Murushid Juuko, calciatore ugandese
- 1994 - Nikola Kovačević, calciatore serbo
- 1994 - Melanie Leupolz, ex calciatrice tedesca
- 1994 - Jesse Makarounas, calciatore australiano
- 1994 - Giulia Merigo, calciatrice italiana
- 1994 - Julius Morris, velocista montserratiano
- 1994 - Marcus Posley, ex cestista statunitense
- 1994 - Pauline Ranvier, schermitrice francese
- 1994 - Skyler Samuels, attrice statunitense
- 1994 - Gyliano van Velzen, calciatore olandese
- 1995 - Hosam Aiesh, ex calciatore svedese
- 1995 - Axel Bouteille, cestista francese
- 1995 - Catela, giocatore di calcio a 5 spagnolo
- 1995 - Marwan El-Amrawy, nuotatore egiziano
- 1995 - Baker Mayfield, giocatore di football americano statunitense
- 1995 - Aram Muradyan, ex calciatore armeno
- 1995 - Seif Asser Sherif, ginnasta egiziano
- 1995 - Niklas Stark, calciatore tedesco
- 1995 - Abdoulaye Sy, cestista guineano
- 1995 - Élder Torres, calciatore honduregno
- 1995 - Burak Uygur, karateka turco
- 1996 - Abdelkrim Baadi, calciatore marocchino
- 1996 - Abigail Breslin, attrice statunitense
- 1996 - Chance Comanche, ex cestista statunitense
- 1996 - Tujana Dašidoržieva, arciera russa
- 1996 - Dennis Olsen, pilota automobilistico norvegese
- 1996 - Karel Hanika, pilota motociclistico ceco
- 1996 - Diego Herazo, calciatore colombiano
- 1996 - Patrick Joosten, calciatore olandese
- 1996 - Matija Kolarić, calciatore croato
- 1996 - Kate Krēsliņa, cestista lettone
- 1996 - Antoine Léautey, calciatore francese
- 1996 - Shermaine Martina, calciatore olandese
- 1996 - Shermar Martina, calciatore olandese
- 1996 - Frederik Norys, ex sciatore alpino tedesco
- 1996 - Masaya Okugawa, calciatore giapponese
- 1996 - Abby Quinn, attrice statunitense
- 1996 - Leon Ruff, wrestler statunitense
- 1996 - Vajebah Sakor, calciatore norvegese
- 1996 - Shin Jee-won, attrice e personaggio televisivo sudcoreana
- 1996 - Carlos Strandberg, calciatore svedese
- 1996 - Luke Thallon, attore teatrale britannico
- 1996 - Vũ Văn Thanh, calciatore vietnamita
- 1996 - Anton Zin'kovskij, calciatore russo
- 1996 - Dzjanis Ščarbicki, calciatore bielorusso
- 1997 - Mizuki Arai, calciatore giapponese
- 1997 - Guilherme Arana, calciatore brasiliano
- 1997 - Rocío Gálvez, calciatrice spagnola
- 1997 - C.J. Massinburg, cestista statunitense
- 1997 - Christian Mina, calciatore colombiano
- 1997 - D.J. Moore, giocatore di football americano statunitense
- 1997 - Sandile Mthethwa, calciatore sudafricano
- 1997 - Yōichi Naganuma, calciatore giapponese
- 1997 - Reggie Robinson, giocatore di football americano statunitense
- 1997 - Vojislav Stojanović, cestista serbo
- 1997 - Ante Ćorić, calciatore croato
- 1998 - Amidou Bamba, ex cestista canadese
- 1998 - Altay Bayındır, calciatore turco
- 1998 - Idrissa Doumbia, calciatore ivoriano
- 1998 - Robinson Flores, calciatore venezuelano
- 1998 - Ian Garrison, ciclista su strada statunitense
- 1998 - Marin Karamarko, calciatore croato
- 1998 - C.J. Kelly, cestista statunitense
- 1998 - Moa Lundgren, fondista svedese
- 1998 - Carey McLeod, lunghista giamaicano
- 1998 - Sara Mella, calciatrice italiana
- 1998 - Carmen Menayo, calciatrice spagnola
- 1998 - Ignacio Pereira, calciatore uruguaiano
- 1998 - Sam Roberts, giocatore di football americano statunitense
- 1998 - Mohammad Yasir, calciatore indiano
- 1999 - Nicolás Acevedo, calciatore uruguaiano
- 1999 - Mattéo Guendouzi, calciatore francese
- 1999 - Hrvoje Ilić, calciatore croato
- 1999 - Dalton Keene, giocatore di football americano statunitense
- 1999 - Réka Lelik, cestista ungherese
- 1999 - Sibusiso Mabiliso, calciatore sudafricano
- 1999 - Fabio Mazzucco, ciclista su strada italiano
- 1999 - Jan Ostrowski, calciatore lussemburghese
- 1999 - Modibo Sagnan, calciatore francese
- 1999 - Raffaele Serio, canottiere italiano
- 1999 - Anita Simoncini, cantante sammarinese
- 1999 - Axel Urie, calciatore centrafricano
- 1999 - Chase Young, giocatore di football americano statunitense
- 1999 - Monica Zanoner, sciatrice alpina italiana
- 2000 - Simone Alessio, taekwondoka italiano
- 2000 - Ariane Burri, snowboarder svizzera
- 2000 - Denis Bušnja, calciatore croato
- 2000 - Rodrigo González, calciatore argentino
- 2000 - Hugo Komano, calciatore francese
- 2000 - Lara Malsiner, saltatrice con gli sci italiana
- 2000 - Pavel Maslov, calciatore russo
- 2000 - Branco Provoste, calciatore cileno
- 2000 - Giovanni Sanguinetti, pallavolista italiano
- 2000 - Patrick Surtain II, giocatore di football americano statunitense
- 2000 - Gleb Syrica, pistard e ciclista su strada russo

## XXI secolo(24)
- 2001 - Patrik-Gabriel Galčev, calciatore bulgaro
- 2001 - Giacomo Olzer, calciatore italiano
- 2001 - Davide Parisato, pallamanista italiano
- 2001 - Benedetta Sartori, pallavolista italiana
- 2001 - Kid Yugi, rapper italiano
- 2001 - Lulu Sun, tennista neozelandese
- 2001 - Olivér Tamás, calciatore ucraino
- 2001 - Julian Verzotto, tuffatore italiano
- 2001 - Jalen Williams, cestista statunitense
- 2002 - Carlos Alberto, calciatore brasiliano
- 2002 - Nora Jenčušová, ciclista su strada e pistard slovacca
- 2002 - Rob Nizet, calciatore belga
- 2002 - Facundo Trinidad, calciatore uruguaiano
- 2002 - Oskar van Hattum, calciatore neozelandese
- 2003 - Marco Heinis, combinatista nordico francese
- 2003 - Colby Quiñones, calciatore statunitense
- 2003 - Jérémy Sebas, calciatore francese
- 2004 - Johannes Kulset, ciclista su strada norvegese
- 2004 - Paul Magnier, ciclista su strada e mountain biker francese
- 2004 - Santiago Rollano, calciatore uruguaiano
- 2005 - Dean Huijsen, calciatore olandese
- 2005 - Sebastián Montoya, pilota automobilistico colombiano
- 2006 - Mario Saint-Supery, cestista spagnolo
- 2006 - Ben Saraf, cestista israeliano

## Senza anno specificato(1)
- Akiko Hasegawa, doppiatrice e cantante giapponese